# San Luis (provincie)
San Luis je argentinská provincie. Leží na středozápadě země.

## Administrativní rozdělení
Provincie sestává z 9 departementů. 
1. Ayacucho (San Francisco de Monte de Oro)
2. Belgrano (Villa General Roca)
3. Hlavní město San Luis
4. Chacabuco (Concarán)
5. Coronel Pringles (La Toma)
6. General Pedernera (Villa Mercedes)
7. Gobernador Dupuy (Buena Esperanza)
8. Junín (Santa Rosa)
9. Libertador General San Martín (Libertador General San Martín)